# Battersea Park Street Circuit
Het Battersea Park Street Circuit is een stratencircuit in Londen, Engeland. Op 27 en 28 juni 2015 werden de eerste twee races van het eerste Formule E-seizoen op dit circuit verreden. Het seizoen erop werden er gereden op 2 en 3 juli 2016. In het het seizoen 2016-2017 verdween deze ePrix van de kalender.
Het circuit loopt door het Battersea Park en langs de Theems.